# Francesco Renzio
Francesco Renzio (zm. 27 września 1390) – włoski kardynał okresu wielkiej schizmy zachodniej, reprezentujący rzymską obediencję.

## Życiorys
Pochodził z Alife. Był krewnym papieża Urbana VI, który mianował go najpierw protonotariuszem apostolskim, a później kardynałem diakonem Sant'Eustachio (przed 13 kwietnia 1383). Był wikariuszem Urbana VI w prowincji Campagna e Marittima. Brał udział w konklawe 1389 i zmarł w Rzymie niespełna rok po jego zakończeniu.